# Johannes XVI.

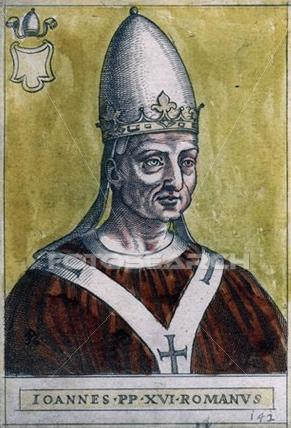
Johannes XVI.

Johannes XVI. (* in Rossano; † 26. August 1001 in Rom), mit weltlichem Namen Johannes Philagathos (mittelgriechisch Ἰωάννης Φιλάγαθος), war von 997–998 Gegenpapst zu Papst Gregor V. Johannes war Lehrer von Kaiser Otto III. und Gregor V.
Johannes stammte aus dem damals zum Oströmischen Reich gehörenden Rossano (heute in Kalabrien). Er war Grieche und von der Kaiserin Theophanu, der griechischen Gemahlin Ottos II., an den sächsischen Hof geholt worden. Übler Nachrede zufolge sollen die Kaiserin und ihr Berater ein ehebrecherisches Verhältnis unterhalten haben. Zwischen 980 und 982 sowie in den Jahren 991 und 992 diente er als kaiserlicher Kanzler in Italien. Zudem war er seit 982 Abt von Nonantola und seit 988 Erzbischof von Piacenza.
Er wurde von Otto III. zusammen mit dem Würzburger Bischof Bernward nach Byzanz geschickt, um dort für ihn eine Braut zu finden. Auf der Rückkehr ließ sich Johannes – der sich in der Beurteilung der Lage offenbar völlig verschätzte – von Crescentius I. Nomentanus verleiten, sich vom römischen Klerus zum Bischof wählen und vom Volk bestätigen zu lassen. Dies veranlasste Otto 998 zu einem Romfeldzug. Vor dessen Ankunft floh Papst Johannes in die Campagna. In einem Turm wurde er entdeckt, grauenhaft entstellt und nach Rom gebracht. Der Kaiser ließ den früheren Lehrer von Papst Gregor V. ohne Augen, Ohren, Nase und Zunge, aber in päpstliche Gewänder gehüllt verkehrt herum auf einem Esel sitzend mit einem ausgehöhlten Kuheuter als Mütze in einer Schandprozession durch Rom und auf Befehl Papst Gregors vor eine Synode führen. Dort wurde Gegenpapst Johannes formell abgesetzt. Nach der Absetzung führte man den Unglücklichen wieder auf dem Esel reitend durch die johlende Menge. Anschließend wurde der Verstümmelte in ein Kloster abgeschoben, in dem er vermutlich auch starb.
Weder der Kaiser noch der Papst trugen eine Schuld an den Verstümmelungen ihres päpstlichen Gegners. Doch das vom Papst befohlene Schauspiel danach in Rom war eine Schande für beide. Kaiser Otto hatte sich zeit seines Lebens mit Heiligen umgeben. Vor dem Spektakel in Rom erschien nun der fast neunzigjährige Einsiedler Nilus von Rossano, der ein Jahr zuvor noch den Gegenpapst vor allzu großem Ehrgeiz gewarnt hatte, und flehte bei Kaiser und Papst um Gnade für den Gestürzten. Als beide ihm dies verweigerten, drohte der empörte Heilige laut mit dem Gottesgericht.
Nach Johannes’ Absetzung war Gregor V., ein Cousin von Otto III., wieder unumstrittener Pontifex Maximus. Andererseits hatten die Crescentier noch nicht aufgegeben.